# Phyllogomphoides spiniventris
Phyllogomphoides spiniventris är en trollsländeart som beskrevs av Belle 1994. Phyllogomphoides spiniventris ingår i släktet Phyllogomphoides och familjen flodtrollsländor. Inga underarter finns listade i Catalogue of Life.